# Amata quadriga
Amata quadriga är en fjärilsart som beskrevs av Hermann Stauder 1921. Amata quadriga ingår i släktet Amata och familjen björnspinnare. Inga underarter finns listade i Catalogue of Life.